# Електронний ресурс
Електронний ресурс — це інформаційні ресурси, які керуються комп'ютером, у тому числі ті, які потребують використання периферійного пристрою, підключеного до комп'ютера. Електронними ресурсами є електронні дані (інформація у вигляді чисел, букв, символів, зображень, включаючи графічну інформацію, відеоінформацію тощо, або їхні комбінації), електронні програми або об'єднання цих видів в одному ресурсі.